# Dryotriorchis spectabilis
Dryotriorchis spectabilis là một loài chim trong họ Ưng. Đây là loài duy nhất trong chi. 
Loài này được tìm thấy ở miền tây và miền trung châu Phi, với phạm vi của nó trải dài từ Sierra Leone về phía nam đến Angola và phía tây nước Cộng hòa Dân chủ Congo. Nó hiện diện ở trong thượng và rừng hạ Guinea, là những khu rừng nhiệt đới rậm rạp. Loài chim này chuyên săn bắn ở tầng dưới tối trong rừng. Nó có hai phân loài, phân loài nguyên chủng Dryotriorchis spectabilis spectabilis và Dryotriorchis spectabilis batesi. Mặc dù đơn loài, nó dường như là có quan hệ họ hàng rất gần với Circaetus.
Loài chim này ăn rắn, tắc kè hoa, và cóc, và săn các loài bằng cách lao bổ xuống con mồi từ cành cây ở tầng dưới trong rừng. Thị lực tuyệt vời của nó cho phép nó săn mồi trong khu rừng tối tăm. Người ta rất ít biết được thói quen sinh sản của nó, mặc dù cho rằng nó sinh sản từ tháng Sáu-tháng Mười hai.

## Hình ảnh

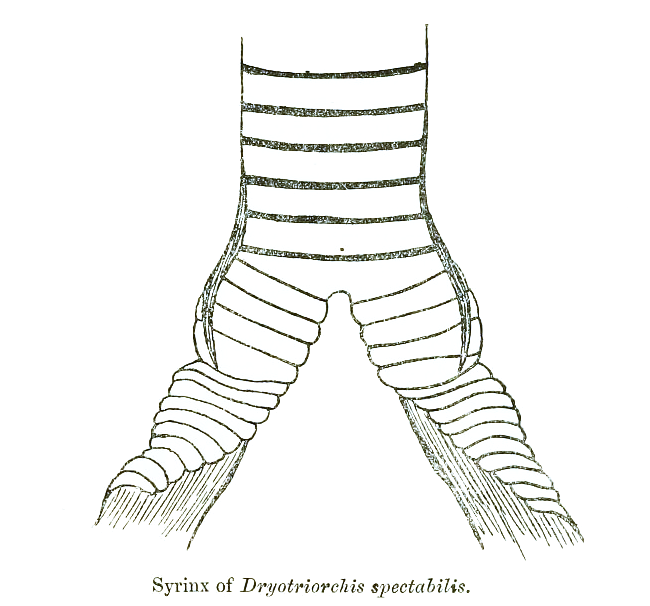
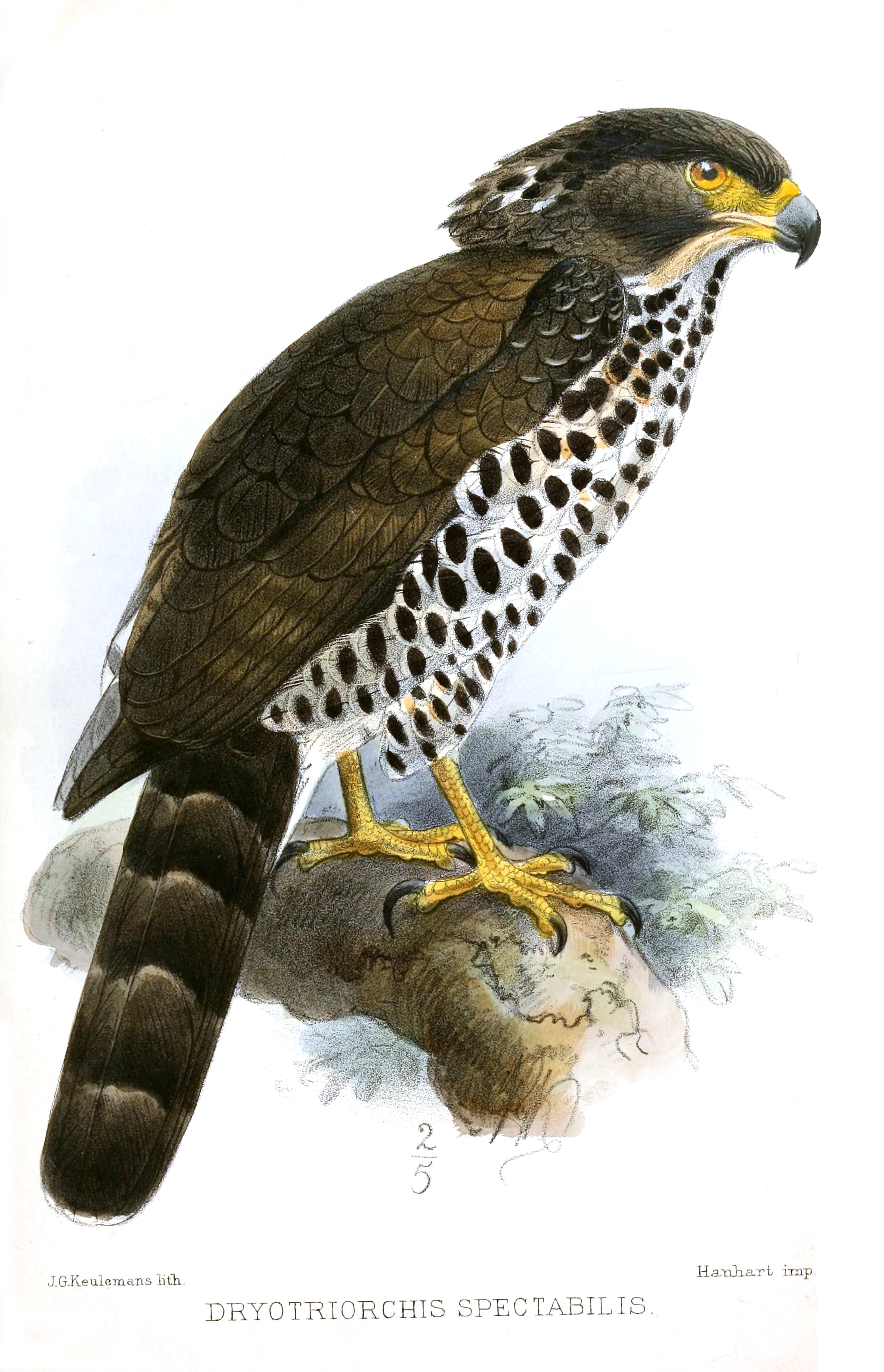